# Marastoni Jakab
Marastoni Jakab, Jacopo Antonio Marastoni (Velence, 1804. március 24. – Pest, 1860. július 11.) festő, litográfus, az Első Magyar Festészeti Akadémia létrehozója, Marastoni József apja.

## Pályafutása
Velencei művészként 1834-ben Bécsbe került, majd 1836-ban Pesten telepedett le. Rövidesen Barabás Miklós mellett Magyarországon az egyik legkeresettebb portréfestővé vált.

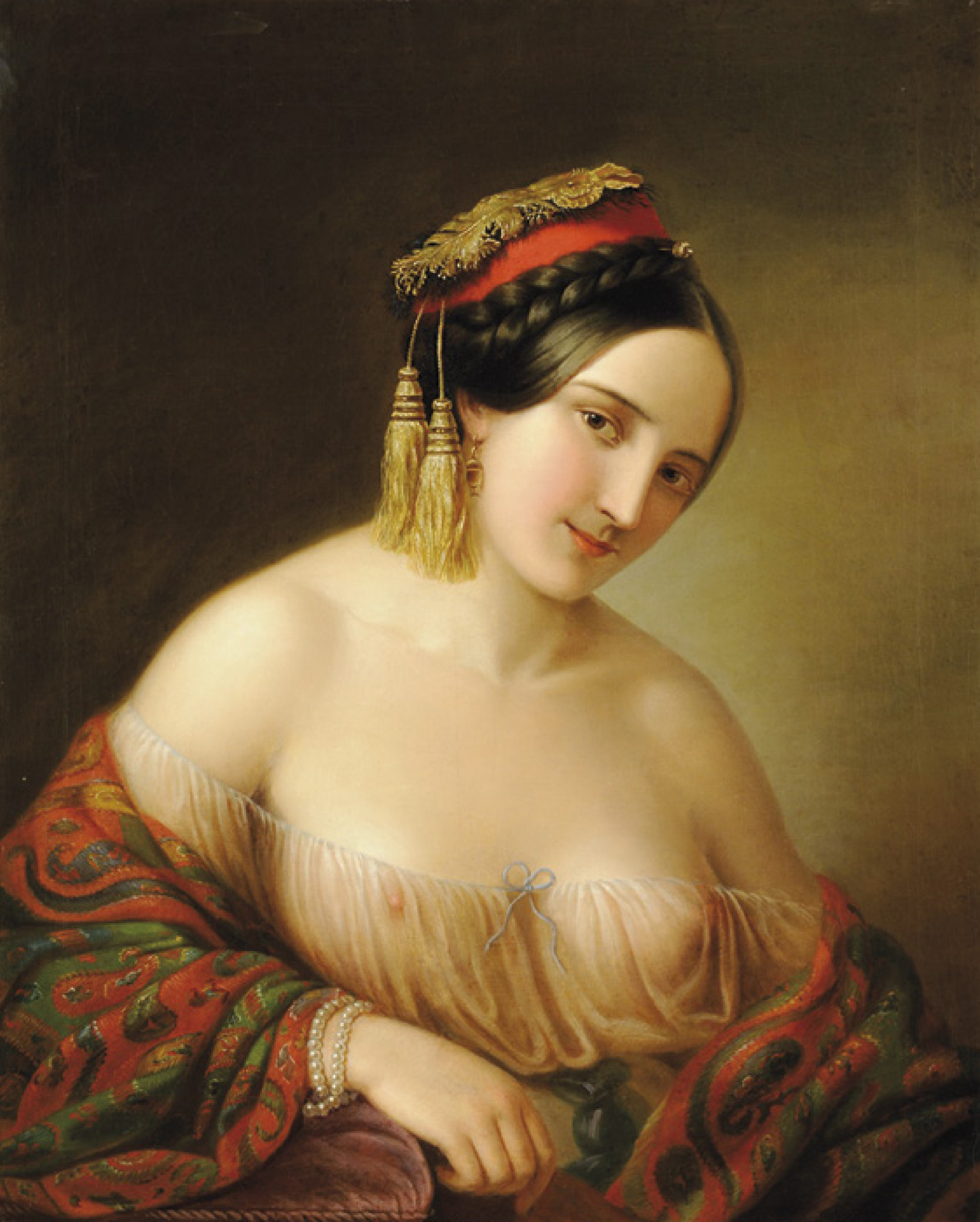
Görög nő (1845)

1846-ban a Nagyhíd (ma Deák Ferenc) utcában létrehozta az Első Magyar Festészeti Akadémiát, amely a magyar művészképzés történetében az első ilyen képzésre vállalkozó iskola volt. Az iskola magánintézményként működött, de számos – többek között Fáy András, Döbrentei Gábor és István nádor – pártfogója volt. Az oktatás feltételeinek javítására „gyámolító társaság” alakult, amely részvények kibocsátásával és egyéb módokon is közreműködött az oktatás feltételeinek javításában. A magyar festészet számos kiváló képviselője – köztük Lotz Károly, Zichy Mihály és Kovács Mihály – Marastoni Jakab akadémiájában kezdte képzőművészeti tanulmányait. A növendékek egy része Pest város ösztöndíjával látogatta az intézményt. 1846-ban a város Marastoni Jakabot díszpolgárává választotta.
Élete utolsó éveiben – az elsők között Magyarországon – dagerrotipistaként is dolgozott. 1859-ben egészségi állapota rohamosan romlani kezdett, ezért az iskola további vezetését nem tudta vállalni. Megvakult és röviddel ezután elmegyógyintézetben halt meg. Fia Székesfehérváron, majd Bécsben ismert portréfestővé és litográfussá vált. Marastoni Jakab akadémiája az alapító halála után nem működött tovább.
Sírja, amely egy égő fáklyát szimbolizál, a Fiumei úti sírkertben található (29/1-1-5).
Sírverse:
- „Művész, ki hazát hagyál az új honért,
- Egy álomért küzdöttél: magyar művészetért.
- Pihenj nyugodtan magyar föld alatt,

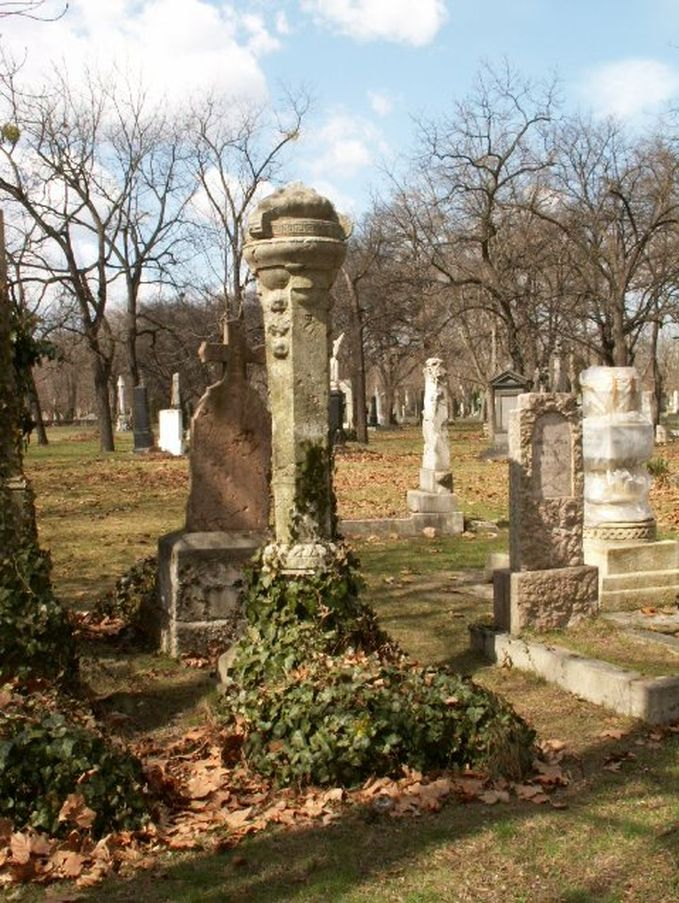
Sírja a Fiumei úti sírkertben

- Immár álmaid megvalósultanak.”[4]